# Zeitschrift für Anorganische und Allgemeine Chemie
Zeitschrift für anorganische und allgemeine Chemie (abrégé en Z. Anorg. Allg. Chem. ou ZAAC) est une revue scientifique à comité de lecture qui publie des articles dans les domaines de la chimie inorganique et organométallique.
D'après le Journal Citation Reports, le facteur d'impact de ce journal était de 1,251 en 2013. Actuellement, les directeurs de publication sont Martin Jansen (Institut Max-Planck de recherche sur l'état solide à Stuttgart, Allemagne), Thomas M. Klapötke (Université Louis-et-Maximilien de Munich, Allemagne) et Christian Limberg (Université Humboldt de Berlin, Allemagne).

## Histoire
Au cours de son histoire, le journal a plusieurs fois changé de titre :
- Zeitschrift für anorganische Chemie, 1892-1915  (ISSN 0863-1786)
- Zeitschrift für anorganische und allgemeine Chemie, 1915-1943  (ISSN 0863-1778)
- Zeitschrift für anorganische Chemie, 1943-1950  (ISSN 0372-7874)
- Zeitschrift für anorganische und allgemeine Chemie, 1950-en cours  (ISSN 0044-2313)